# Сепич (притока Чепци)
Се́пич — річка в Росії, ліва притока Чепци. Протікає територією Удмуртії (Красногорський, Глазовський та Балезінський райони).
Річка починається неподалік села Убитьдур Красногорського району, протікає спочатку на північний схід та північ. Після села Тарасово річка входить на територію Глазовського району, а після села Лумпашур знову повертає на північний схід. Після колишнього села Гондирево, річка слугує природним кордоном між Глазовським та Балезинським районами. Після села Верхній Сепич річка повертає на північ і входить цілком в межі Глазовського району. Нижня течія трохи вигинається в північно-західному напрямку. Впадає до Чепци навпроти села Солдир. Береги річки на значному протязі заліснені, в нижній течії вони стрімко обриваються до річки. Річка вирізняється значним меандруванням. Біля села Архангельське створено ставок площею 0,13 км²
Приймає багато приток, найбільші з яких ліві Парзі та Малі Парзі.
Над річкою розташовані села лише Глазовського району — Лумпашур, Верхній Сепич, Сепич, Трубашур, Котнирево, Качкашур, Семеновський.